# Contea di Albe
La contea di Albe fu un dominio feudale costituito intorno alla metà del XII secolo quando fu scorporata dalla contea dei Marsi. Il primo conte di Albe fu Berardo Berardi, figlio di Crescenzio.
Situata nel settore occidentale della contemporanea regione Abruzzo, occupava una parte della regione storico-geografica della Marsica.

## Storia

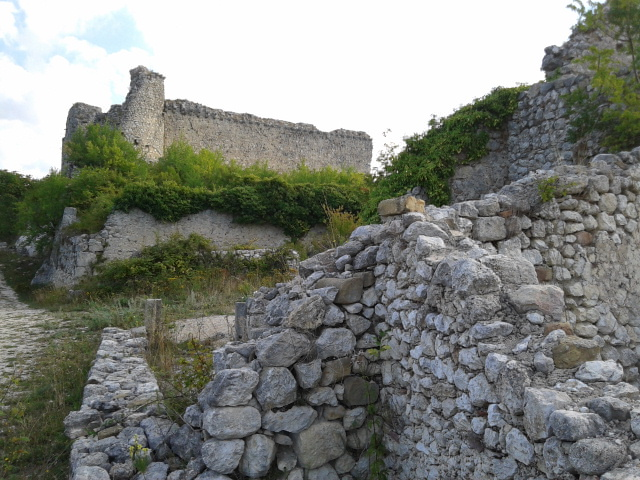
Ruderi del borgo medievale di Albe e del suo castello

### Gastaldato e Contea dei Marsi
Durante la dominazione longobarda la Marsica fu soggetta al Ducato di Spoleto fino alla seconda metà del IX secolo, anche se di fatto poté avvalersi di una propria autonomia politico-amministrativa grazie all'istituzione del Gastaldato dei Marsi con probabile sede nella Civitas Marsicana, situata presso l'antico municipio marso di Marruvium. Con l'avvento dei Franchi di Carlo Magno proseguì nel territorio l'opera di cristianizzazione di parte della popolazione locale.
Con ogni probabilità è tra l'859 e l'860 che venne istituita la Contea dei Marsi, unità amministrativa che riunì per intero la regione marsicana. Nella vasta area, che incluse anche molti territori limitrofi, c'era ancora la presenza anche se in forma molto ridotta dei funzionari longobardi. Nel 926 divenne conte dei Marsi Berardo "il Francisco", pronipote diretto di Carlo Magno e capostipite della famiglia Berardi, nobile casata che governò l'area in modo autonomo fino al XII secolo, intessendo buoni rapporti con una parte della Chiesa tanto da consentire l'insediamento di un proprio vescovo alla guida della diocesi dei Marsi.

### Dominazione normanna

Stemma della famiglia Ocre/Albe, che possedette la contea di Albe nel periodo 1160-1166 ed in seguito con Gualtiero, e dalla quale trasse una delle due denominazioni con cui è conosciuta

Tra l'XI e il XII secolo Crescenzio Berardi, conte dei Marsi, fu impegnato nel contenere l'avanzata dei Normanni che puntarono a conquistare il centro-sud Italia. Nel 1143 Ruggero II d'Altavilla ottenne l'annessione della Marsica e del Cicolano al nascente Regnum Siciliæ. Con l'obiettivo di indebolire le mire espansionistiche dei nobili marsicani la contea, inserita nel Principato di Capua, fu divisa tra il 1143 e il 1150 in tre comitati: quello di Albe, guidato dal conte Berardo Berardi, figlio di Crescenzio, quello di Celano, in possesso di Rainaldo Berardi, conte dei Marsi, e quello di Carsoli con capoluogo Carsioli, in mano a Oderisio Berardi. Tra il 1160 e il 1166 la contea, passata al regio demanio dello Stato, fu sottoposta al controllo della casata Ocre/Albe. Come riportato dal Catalogus baronum, Ruggero de Ollia (Rogerio de Albe) acquisì il titolo di conte di Albe detenendo fino al 1168 il controllo diretto dei seguenti incastellamenti: Capranicum, Carcerem in Marsi, Castellum Novum in Marsi, Dispendium in Marsi, Luco, Paternum in Marsi, Pesculum Canalem, Petram Aquarum, Podio Sancti Blasii e Tresacco. Per il tramite di feudatari a lui fedeli poté, inoltre, controllare numerose terre della valle Roveto e della Vallelonga.

### Dominazione sveva
Con la caduta degli Altavilla arrivarono al potere gli Svevi. Nel 1189, alcuni anni dopo il breve interregno di Ruggero, il conte Pietro Berardi, figlio di Berardo, riuscì a riunire i due comitati di Albe e Celano in una grande contea marsicana, priva però della piana del Cavaliere e della valle di Nerfa, ormai finite sotto il potere dei nobili umbri De Ponte, con l'appoggio delle locali consorterie familiari. Puntando ad espandersi ulteriormente, il conte Pietro Berardi, diventato uno dei più importanti feudatari del regno, si schierò al fianco di Ottone IV di Brunswick contrapponendosi ai potenti svevi e a Papa Innocenzo III che tra il 1210 e il 1215 scomunicò il nobile sassone permettendo che venisse deposto, tanto che il giovane Federico II di Svevia divenne il nuovo sovrano.
Nel 1212 con la morte di Pietro Berardi entrò in possesso dei feudi il figlio Tommaso che proseguì la linea politica del padre opponendosi con forza a Federico II, il quale nel 1223 rase al suolo la città di Celano, costringendo all'esilio in Sicilia e a Malta i suoi abitanti. Nel frattempo fu insignito del titolo di signore di Albe il fedele Gualtiero di Ocre/Albe. Nel 1227 i celanesi, forse anche grazie all'intercessione di Papa Onorio III, poterono tornare nella Marsica per riedificare la nuova città in una posizione diversa rispetto al nucleo originario, più in basso sul colle San Flaviano. Il nuovo pontefice, Gregorio IX, avverso al potere di Federico II, fomentò l'insurrezione dei baroni dell'Italia meridionale tanto che il conte Tommaso provò a rientrare in possesso dei feudi ma senza successo. Questi passarono sotto il controllo di casate filo-sveve vicine ai d'Antiochia e agli Hohenlohe, mentre nel 1233 la Marsica fu inclusa nel giustizierato d'Abruzzo. Nel 1250 dopo la morte di Federico II, la nuova città celanese, fatta chiamare dagli svevi Cesarea, riacquisì il nome originario; qualche anno dopo il conte Ruggero Berardi, figlio di Tommaso e di Giuditta di Molise, poté rientrare in possesso dei feudi appartenuti alla sua casata, grazie all'appoggio di Papa Innocenzo IV.

### Dal potere angioino all'abolizione dei feudi
Nel 1268 in seguito alla battaglia di Tagliacozzo combattuta nei piani Palentini, tra Albe e Scurcola, si ebbe la caduta definitiva degli Hohenstaufen dal trono imperiale e dal Regno di Sicilia in favore dei guelfi Angioini.
Il trionfo di Carlo I d'Angiò su Corradino di Svevia segnò la decadenza di Albe, Pietraquaria ed altri incastellamenti che furono devastati per ritorsione avendo offerto appoggio logistico agli Svevi. Il potere feudale si trasferì nella vicina Avezzano che avendo ospitato gli abitanti dei centri diruti poté ingrandirsi. Nel contempo i conti Berardi costretti all'esilio dovettero accettare una nuova divisione del territorio marsicano che fu affidato a Raimondo d'Artus e nel 1273 incluso nella divisione amministrativa dell'Abruzzo Ultra. Tuttavia i conti dei Marsi poterono, poco dopo, rientrare in possesso della contea di Celano dove edificarono a cominciare dal XIII secolo diverse strutture militari difensive come quelle di Aielli, Rovere, Santa Jona e Sperone. Successivamente grazie al conte Pietro II fu edificato il castello di Celano, sul sito di una preesistente fortificazione. I conti Berardi tennero il dominio feudale fino al XV secolo.

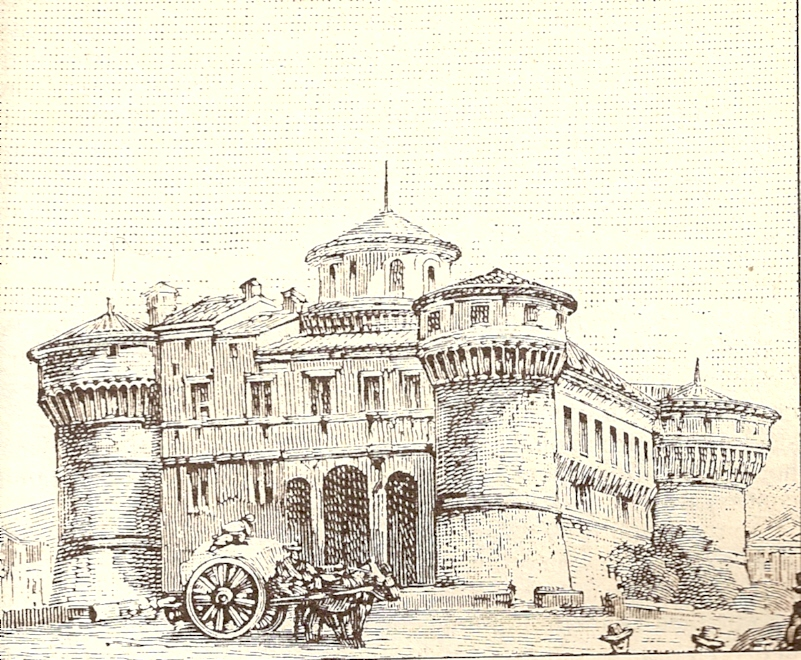
Una vecchia stampa raffigurante il castello di Avezzano

Il territorio albense, invece, fu affidato a Filippa Berardi, figlia di Ruggero, che lo amministrò fino alla sua morte, avvenuta intorno al 1308.
Filippa governò la contea con determinazione, minacciando i vicini monaci cistercensi di Santa Maria della Vittoria di Scurcola, durante la contesa sul diritto di pesca nel lago Fucino. La nobildonna, dopo il richiamo di Carlo II d'Angiò, dovette recedere da intenti minatori e riconoscere lo "jus piscandi" ai religiosi.
La contea passò in seguito sotto il regio demanio del Regno di Napoli e fu affidata a varie famiglie reali, in particolare agli Angiò-Durazzo, per circa un secolo fino all'avvento della nobile famiglia romana dei Colonna. Successivamente seguirono le signorie dei Caldora e degli Orsini. Quest'ultima famiglia dominò fino agli ultimi anni del XV secolo restaurando il borgo medievale e il castello che fu adattato ai criteri architettonici rinascimentali dell'epoca. Nel contempo, per via delle mutate condizioni socio-economiche e a causa della minore importanza strategico-militare del maniero, la vicina cittadina di Avezzano, ben servita dalle strade extraurbane e in via di espansione, acquisì il ruolo di centro amministrativo di riferimento del territorio. Nel 1497 tornarono al potere i Colonna che rafforzarono la sede comitale avezzanese ampliando il castello trecentesco. A loro il sovrano napoletano Federico I concesse e successivamente confermò le terre dei comitati di Albe e Tagliacozzo: Auricula, Aveczano, Caesae, Canistrello, Capadotis, Cappellae, Casale de Lentano e Castello Minardo, Castelli de Flumine, Castelli Veteris, Castello Novo, Celle, Civite Dantinae, Colle, Collis Intermontis, Corcumelli, Corvary, Latuschi e Spellino, Lugho, Magliani, Marani, Palearis, Paterni, Perisi, Petrellae, Pody, Poyo de Philippo, Poyo Sinulfo, Pretella Secha, Rocha de Bocte, Rocha de Cerro, Rusciolo, S. Anatoliae, S. Donati, S. Mariae, Scanzani, Scurculae, Thorano, Trasaccho, Tufo e Verrechiae.
Il dominio dei Colonna nella contea albense e nel ducato di Tagliacozzo, incluse le baronie di Carsoli, Civitella Roveto e Corvaro, si protrasse per circa tre secoli terminando di fatto nel 1806 con l'abolizione della feudalità e la perdita dei diritti feudali.

## Cronologia dei conti di Albe
Di seguito la cronologia dei conti di Albe:
- Berardo Berardi, figlio di Crescenzio, 1143-1160;
- Regio demanio – Berardo e Rainaldo di Ocre/Albe, 1160-1166;
- Ruggero de Ollia, 1166-1168;
- Pietro Berardi, figlio di Berardo, 1168-1189;
- Annibale Berardi, cugino di Pietro, 1189;
- Pietro Berardi, 1189-1212;
- Tommaso Berardi, figlio di Pietro, 1212-1223;
- Gualtiero di Ocre/Albe, dal 1223;
- Giovanni Conti, conte di Poli, 1230[13][14][15][16];
- Nicolò Conti, figlio di Giovanni[17];
- Federico di Antiochia, 1240 ca.-1254[13][14];
- Ruggero Berardi, figlio di Tommaso, 1254-1268;
- Raimondo d'Artus – Corrado di Antiochia – Oddone di Tuzziaco (di Toucy)[18], 1268-1270;
- Filippa Berardi, figlia di Ruggero, 1270-1308;
- Regio demanio dello Stato – membri delle famiglie reali;
- Giovanni di Durazzo, 1315;
- Roberto Orsini, 1325[10];
- Maria d'Angiò, 1343-1366;
- Ludovico di Navarra, 1371;
- Giovanna d'Angiò-Durazzo, figlia di Maria d'Angiò e moglie di Ludovico di Navarra, 1372-1387;
- Margherita d'Angiò-Durazzo, 1387-1390;
- Luigi di Savoia, viceré d'Abruzzo e governatore di Aquila, 1390-1393[10];
- Margherita d'Angiò-Durazzo, 1393-1404;
- Giacomo Orsini, 1404-1414;
- Lorenzo Onofrio I Colonna, 1419-1423;
- Odoardo Colonna, primo marito di Jacovella da Celano, 1423-1436;
- Jacopo Caldora, secondo marito di Jacovella da Celano, 1436-1439;
- Antonio Caldora, figlio di Jacopo, 1439-1441;
- Giovanni Antonio Orsini, 1441-1456;
- Napoleone Orsini con Roberto Orsini, 1461-1470;
- Roberto Orsini, 1470-1480;
- Prospero Colonna, 1479-1480[10];
- Fabrizio I Colonna, 1480-1484;
- Gentile Virginio Orsini, 1484-1486;
- Fabrizio I Colonna, 1486-1487;
- Gentile Virginio Orsini, 1487-1495;
- Fabrizio I Colonna, 1497-1520;
- Ascanio I Colonna, 1520-1556;
- Giovanni Carafa, 1556-1557;
- Marcantonio II Colonna, 1557-1584;
- Marcantonio III Colonna, 1584-1595;
- Marcantonio IV Colonna, 1608 ca.-1611;
- Filippo I Colonna, 1611-1639;
- Girolamo Colonna, 1639-1641;
- Marcantonio V Colonna, 1641-1659;
- Lorenzo Onofrio II Colonna, 1659-1689;
- Filippo II Colonna, 1689-1714;
- Fabrizio II Colonna, 1714-1755;
- Lorenzo Onofrio III Colonna, 1755-1779;
- Filippo Giuseppe III Colonna, dal 1779 al 1806, anno dell'abolizione della feudalità in cui perse i diritti feudali[1][19][20][21][22].